# Thékes István (oktatáskutató)
Thékes István (Szeged, 1976) oktatáskutató, nyelvtanár, a Gál Ferenc Egyetem főiskolai tanára, korosztályos válogatott teniszező.

## Életpályája
Szegeden a  SZTE Gyakorló Gimnázium és Általános Iskolában érettségizett. 1985-től teniszezett versenyszerűen és korosztályos válogatottságig jutott. Egyetemi éveit Szegeden kezdte meg az akkori József Attila Tudományegyetem Bölcsészettudományi Karán angol-olasz szakos hallgatóként 1995-ben. A következő évben teniszezőként sportösztöndíjat nyert el az Egyesült Államok Missouri állambeli Southwest Baptist Universityn, ahol 2000-ben angol szakos diplomát szerzett. Az Egyesült Államokban egyetemi teniszezőkét háromszor nyert MIAA konferenciabajnokságot. Edzője John Bryant volt.
2002-ben a JATE jogutód intézményében a Szegedi Tudományegyetemen szerzett angol–olasz szakos mesterdiplomát. Ebben az évben végezte el a teniszoktató képzést is, de a sportban ezt követően soha nem dolgozott és miután párosban 2000-ben országos egyetemi bajnokságot nyert, felhagyott az aktív versenyzéssel.
Szakmai pályája elején, 2001-től egy nemzetközi nyelviskola-hálózat nyelvtanára, oktatásvezetője, módszertani trénere volt, majd a romániai leányvállalat szakmai igazgatójaként kapott megbízást a nyelviskola tulajdonosától. A kommunikatív, szerepjátékokra, totális vizualizációra építő modern nyelvoktatás képviselője. Számos szakmai folyóiratban publikált tantermi eljárásokról. A nyelviskola-hálózatnál 13 évig dolgozott, annak megszűnéséig. Angol nyelvet tanított külföldön például Szaúd-Arábiában és Spanyolországban. Barcelonában 2010-ben szerezte meg a nemzetközi nyelvtanári licencet (TEFL International).
A neveléstudomány területén 2011-től végez empirikus pedagógiai kutatásokat, mikor is a Csapó Benő vezette SZTE Neveléstudományi Intézetének doktori ösztöndíjasa lett. Kutatási területe a szótanulás, a szótudás online mérése és a szótanulási stratégiák vizsgálata. Doktori értekezését 2016. novemberében védte meg summa cum laude minősítéssel. Tudományos folyóiratokban és konferenciákon folyamatosan publikált.
2024 április 26-án a szegedi Pedagógiai Értékelési Konferencián adott elő.

## Fontosabb publikációi
- Thékes István (2023). Számítógép által támogatott nyelvtanulás: applikációk, online felületek és feliratok. Gerhardus Kiadó, Szeged
- Thékes István (2021). The impact of Xeropan: An online application assisting language learning on the processes of foreign language learning International Journal of Technology in Education 4 : 4 pp. 624–643.
- Thékes István (2020). Egy nyelvtanulást segítő online alkalmazás, a Xeropan hatása az idegennyelv-tanulás folyamataira. ISKOLAKULTÚRA: PEDAGÓGUSOK SZAKMAI-TUDOMÁNYOS FOLYÓIRATA 30 : 6 pp. 36–51. , 16 p. (2020)
- Thékes, István (2018). Studies in the assessment of foreign language vocabulary. Gerhardus Kiadó, Szeged. ISBN 9786155256349
- Thekes, Istvan (2016). An empirical study into Hungarian young learners’ English as a foreign language learning strategies. International Journal of Research Studies in Language Learning, 8 (1)
- Thékes, István (2015). Angol, mint idegennyelvi szótudás mérése egy diagnosztikus komplex online teszttel fiatal nyelvtanulók körében. Iskolakultúra, 25 (12) 28–56.
- Vígh, T., S Hrebik, O., Thékes, I. & Vidákovich, T. (2015) Fiatal nyelvtanulók német és angol alapszókincsének online diagnosztikus vizsgálata. In Csapó B.; Zsolnai A. (szerk.) Online diagnosztikus mérések az iskola kezdő szakaszában. (13–35. o.). Budapest: Oktatáskutató és Fejlesztő Intézet
- Thekes, Istvan (2015). Results of an online complex vocabulary test assessing young learners’ English as a foreign language word knowledge. PedActa Jourtnal 5 (1), 41–57.
- Thékes, István (2015). Vízió és motiváció a nyelvoktatásban. Iskolakultúra, 25 (2) 123–125.
- Thekes, Istvan (2014). Assessment of young learners' English as a foreign language vocabulary knowledge: Results of a diagnostic test with the Rasch model. In J. Horvath & P. Medgyes (szerk.), Studies in honour of Marianne Nikolov (87–100. o.) Pécs: Lingua Franca Csoport

## További információ
- Szakmai önéletrajz Thékes István, edu.u-szeged.hu